# Lien Deyers

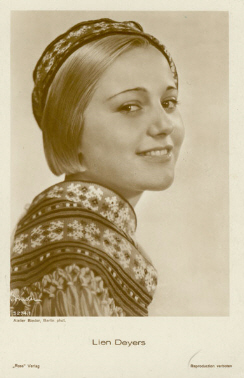
Lien Deyers.

Lien Deyers, egentligen Dijjers, född 5 november 1909 i Amsterdam, Nederländerna, död efter mars 1982 (okänt, vissa källor anger 1965) i USA, var en nederländsk skådespelare. Deyers debuterade i Fritz Langs film Spione 1928, efter att ha vunnit en fototävling för potentiella nya filmstjärnor, och kom sedan att medverka i över 30 tyska filmer, samt en fransk. Hon medverkade mest i komedifilmer. Bland annat gjorde hon några filmer för regissören William Dieterle. Hon spelade mot bland andra Max Hansen, Heinz Rühmann och Hans Albers. Deyers lämnade Tyskland 1935, kom till London 1938, och året därpå till USA. Hon lyckades aldrig återkomma till filmen och försvann in i anonymitet. Ett sista livstecken från henne var då hon 1982 skickade ett gratulationskort till sin gamle motspelare Heinz Rühmann på hans 80-årsdag.

## Filmografi, urval
- 1928 – Spionen
- 1930 – Hampelmann (Sprattelgubben)
- 1931 – Två blå ögon och en tango
- 1931 – Der Mann, der seinen Mörder sucht
- 1932 – Hans Höghet roar sig
- 1933 – Lachende Erben
- 1934 – Guld
- 1934 – Kärlek och karneval
- 1935 – Skänk mig ditt hjärta